# Reiner von Huy

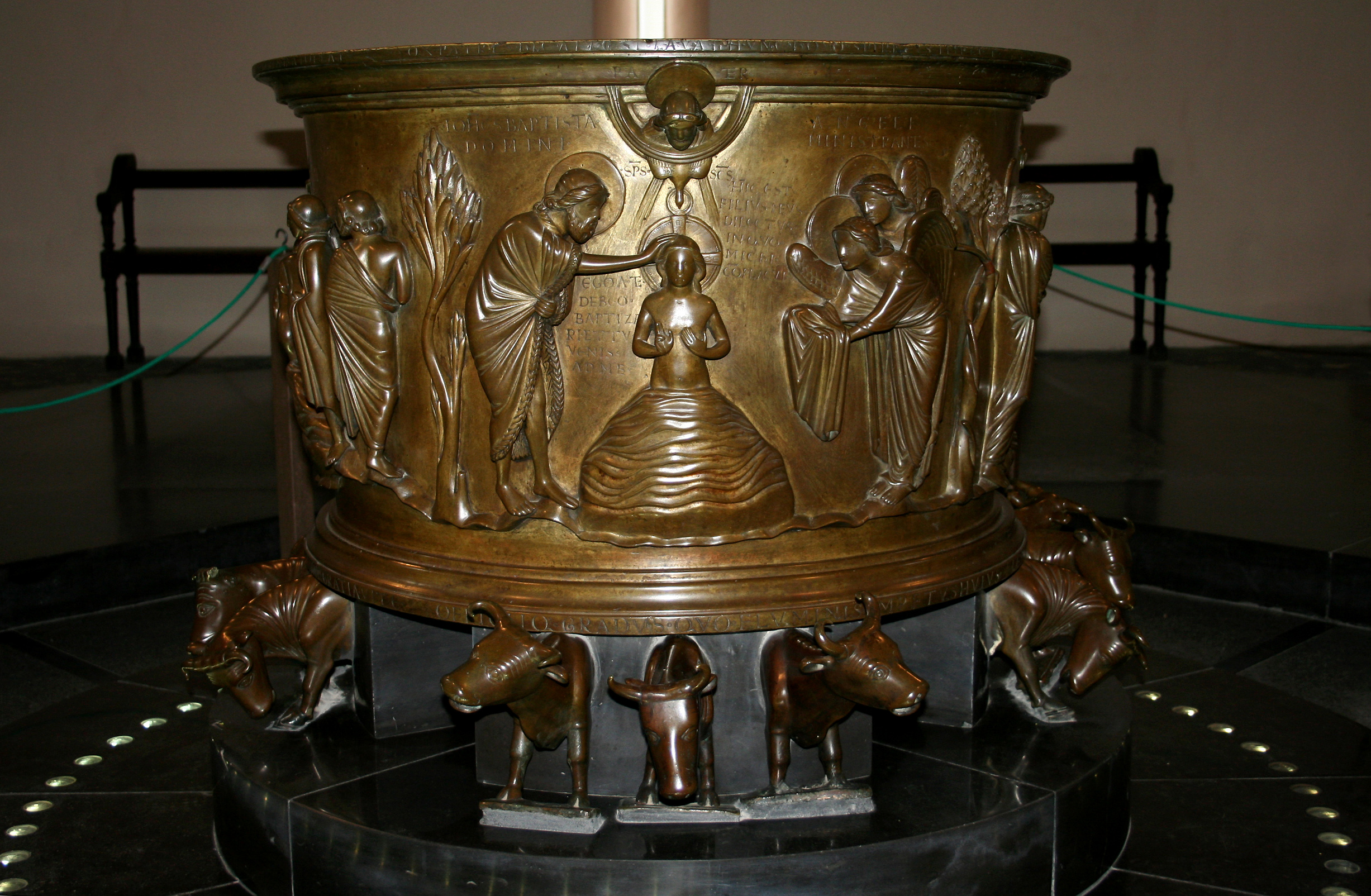
Reiner von Huy: Taufbecken, St. Bartholomäus, Lüttich, 1107–1108

Reiner von Huy (* 11. Jahrhundert; † um 1150) war ein Goldschmied und Bronzegießer.

## Leben
Das als sein Hauptwerk bekannte Taufbecken, gegossen zwischen 1107 und 1118 für die Lütticher Kirche Notre-Dame-aux-Fonts, befindet sich seit 1804 in der Stiftskirche St. Bartholomäus in Lüttich. Umlaufend dargestellt sind fünf szenische Darstellungen von Taufgeschehnissen: die Taufe Christi, des ersten Heidenchristen und römischen Hauptmanns Kornelius und des griechischen Philosophen Craton aus den koptischen Bartholomäus-Akten. Weiterhin sind die Taufe Johannes des Täufers und zweier Katechumenen gezeigt. Bei letzteren ist bereits Christus selbst der Täufer, was dieser Szene einen überzeitlichen Charakter verleiht. Gemeint sind nicht zwei spezifische Täuflinge, sondern allgemein die Getauften, die die christliche Gemeinschaft bilden.
Reiner von Huy steht am Anfang der maasländischen Goldschmiedekunst des 12. Jahrhunderts, die u. a. von Godefroy von Huy und Nikolaus von Verdun fortgeführt wird.